# Флаг Загреба
Флаг Загреба является официальным символом Загреба, столицы Хорватии.

## Описание
Флаг Загреба представляет собой прямоугольное полотнище светло-синего цвета с соотношением сторон 6:11, в центре которого находится герб города.
Символы Загреба прописаны в Уставе города, (Статуте Града Загреба), принятом 14 декабря 1999 г. Городским Собранием города.
Символы были утверждены Центральным государственным управлением администрации 4 мая 2000 года.
Сам флаг принят принят 19 декабря 2001 года городским собранием и опубликован 24 декабря 2001 года в газете  Službeni glasnik Grada Zagreba, № 20.
Символы были разработаны компанией Heraldic Art d.o.o. из Риеки.
Статья 8 Устава предписывает флаг следующим образом: «Флаг в пропорциях 1: 2 является синим с гербом, окаймленным желтым посередине».
Законодательство требует, чтобы у городских флагов был полный герб, включая щит, поэтому давняя традиция знамени Загреба была изменена.
Синий - традиционный цвет Загреба (также используется для автобусов, трамваев, телефонных будок и т. Д.)